# Stenhelia diegensis
Stenhelia diegensis är en kräftdjursart som beskrevs av David Everett Thistle och Coull 1979. Stenhelia diegensis ingår i släktet Stenhelia och familjen Diosaccidae. Inga underarter finns listade i Catalogue of Life.